# Ida Hahn-Hahnová
Ida Hahn-Hahnová nebo Ida hraběnka von Hahn, celým jménem Ida Marie Louise Sophie Friederike Gustave hraběnka von Hahn, (* 22. června 1805 Tressow (Babitz); † 12. ledna 1880 Mohuč) byla německá šlechtična, spisovatelka, básnířka a zakladatelka kláštera. Pocházela z hraběcího rodu Hahnů, z linie Neuhaus. Po krátkém manželství s bratrancem Fridrichem se rozhodla žít nezávisle, ale užívala dvojité jméno „hraběnka Hahn-Hahn“. Napsala několik desítek knih od románů přes cestopisy až po básnické sbírky a zanechala rozsáhlou písemnou pozůstalost. Čtivé a dosud vyhledávané jsou její Dopisy z Orientu. 
Ve své době byly její romány populární také v českých zemích a pro svou produktivitu byla dávána za vzor Boženě Němcové. 

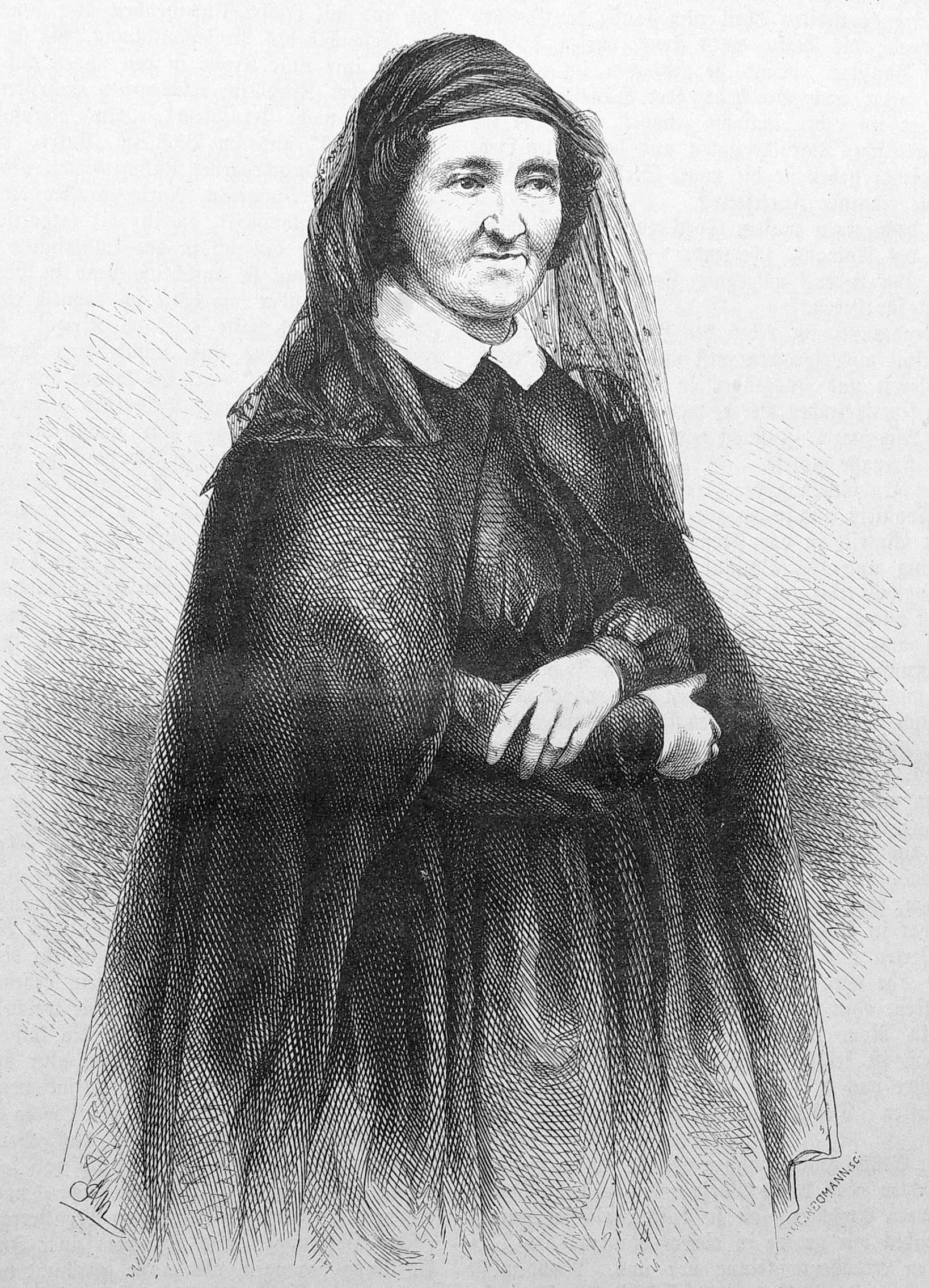
Portrét Idy Hahn-Hahnové z časopisu Die Gartenlaube (1867)

## Život
Vyrůstala v blahobytu v krásném prostředí Meklenburského Švýcarska v aristokratické uměnímilovné rodině, její otec Karl Fridrich von Hahn (1782–1857) byl přezdívaný Theater-Graf, protože podporoval divadla, dožil se vysokého věku a zemřel v chudobě. Ida získala všestranné soukromé vzdělání a podle společenských konvencí byla v 21 letech provdána.

### Manželství
Hrabě Fridrich Wilhelm Adolph von Hahn (1804–1859) žil v Meklenbursku-Předním Pomořansku. Studoval na univerzitách v Heidelbergu a v Göttingenu, převzal rodinný zámek Basedow, byl rentiérem a věnoval se svým zálibám, jezdectví a pěstování koní. Z dynasticko-politických důvodů se v červnu roku 1826 oženil se svou setřenicí Idou. Ida byla nešťastná a manželství skončilo rozvodem 5. února 1829, 3. března téhož roku se Idě narodila mentálně postižená dcera Antonie („Toni“), která byla svěřena pečovatelce, s níž žila až do své smrti v roce 1856 v Berlíně. 

### Cestování a romány
Ida krátce po rozvodu začala ignorovat společenské normy a odjela s baronem Adolfem von Bystram na cesty po Evropě a Blízkém Východě. S Bystramem žila neprovdána 21 let. Pod jeho vlivem začala systematicky psát a vydávat svá díla. 
V roce 1847 sklidila veřejnou kritiku, především od spisovatelky Fanny Lewaldové za aristokratickou povýšenost a ignorování chudoby. 
Po revolucích z roku 1848 a po smrti Adolfa von Bystram († 1849) konvertovala k římskokatolické víře, také pod vlivem německého kardinála Diepenbrocka. Hahn-Hahnová svůj zásadní obrat vyložila v polemickém spise Z Babylónu do Jeruzaléma (1851), který vyvolal různé kritiky, především pruského vládního rady a evangelického pastora Heinricha Abekena.

### Život v klášteře
V listopadu 1852 odešla do kláštera Du Bon Pasteur v Angers, který však pro přísnou řeholi brzy opustila a usadila se v Mohuči jako laická sestra v klášteře, který pro „padlé dívky“ spoluzaložila. Hahn-Hahnová pak pro nápravu vyvrhelů vlastního pohlaví napsala několik prací. Zemřela v nedožitých 75 letech a je pohřbena na hlavním městském hřbitově v Mohuči.

## Dílo
Její romány dlouho patřily v aristokratickém prostředí střední Evropy k nejoblíbenějším beletristickým dílům, za vrchol jsou považovány dvaː
- Ulrich (1841), román o prostopášném šlechtici
- Hraběnka Faustina (1841), román popisuje kraběnčiny cesty po Orientu, exotické prostředí a promiskuitní styky tohoto ženského dona Juana. V závěru hraběnka skončí v klášteře, aby odčinila své hříchy.
- Romány Sigismund Forster (1843), Cecil (1844), Sibylle (1846) a Maria Regina (1860, česky 1870 [1]) byly ve své době rovněž velmi oblíbené.

Další romány měly některé analogie s díly George Sandové, ale nebyly tak nepřátelské vůči společenským institucím a zabývaly se téměř výhradně aristokratickou společností. 
Pozdní publikace Hahn-Hahnové z 50.-70. let zůstávaly bez povšimnutí jako pouhé náboženské manifesty.
- Obrazy z dějin církve (3 svazky, 1856–1864); * Poutnice (Peregrina) (1864) * Eudoxie (1868).
- Sebrané spisy (Gesammelte Werke) byly vydány v Řezně ve dvou sériích, celkem 45 svazků (1903–1904).